# Korintiska viken

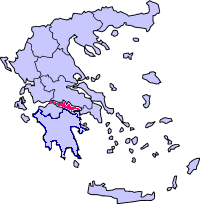
Korintiska viken utmärkt på en karta över Grekland

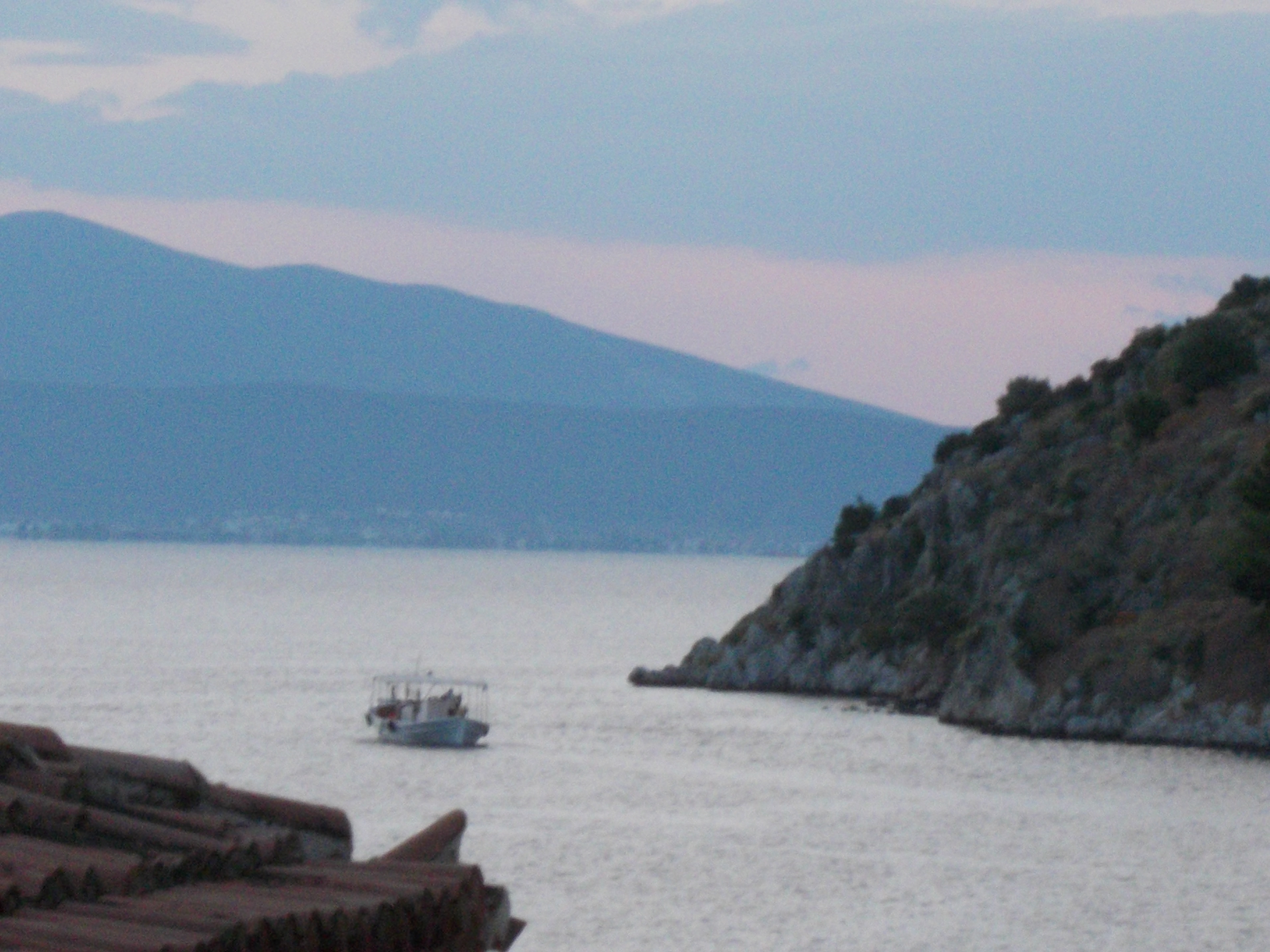
Korintiska viken i Grekland

Korintiska viken (grekiska Κορινθιακός κόλπος, Korinthiakós kólpos) är en djup och smal havsvik i Joniska havet, som skiljer Peloponnesos från övriga Grekland. Viken löper i väst-östlig riktning och är cirka 130 km lång. I öst, längst in i viken, ligger staden Korinth, som har gett viken sitt namn. Vid Korinth ligger Korinthkanalen, som genomskär Korintiska näset och på så sätt sammanbinder Korintiska viken med Saroniska bukten i Egeiska havet.
Sedan 2004 överbryggas vikens mynning av Rio-Antirrio-bron.